# شهرستان وییوون (سیچوآن)
شهرستان وییوون (به انگلیسی: Weiyuan County) یک شهرستان در چین است که در نایجیانگ واقع شده‌است.